# マンボウズ
マンボウズは、1985年10月より東京の表参道にあったレストラン。
店内のバーに特徴的な巨大な水槽があった。
経営は、ケイコーポレーション(現 レストランワンダーランドグループ）、運営は、ザンクインターナショナル。設計は、株式会社ジェトファ・ザンクオペレーターズが行い、アートディレクションには角章も加わっていた。もともとは大東通商が出店した店舗であったが、1988年からは関連会社の大洋漁業も経営に加わり2号店を青山に出店した。店は盛況で、芸能人の来店も多く、テレビドラマでもしばしば取り上げられ、無印良品のファッションショーが開かれるなど、注目を集めた。しかし初期投資を回収することが難しく経営的には成功しなかった。表参道の店舗は1993年末に賃貸契約期限切れとともに閉店、跡地には、ヒューマックスグループのワンダーテーブルがバルバッコアというシュラスコレストランを運営している。
1994年には港区青山に同名のシーフードレストランが復活した。